# Melmac
Melmac est une planète fictive de la série télévisée Alf. Son nom fait référence à une marque de service de table populaire aux États-Unis dans les années 1950.
Melmac a été découverte il y a 23 000 ans quand Harold Twink prit la mauvaise sortie pour Neptune. Même si Gordon Shumway (Alf) explique que la planète aurait explosé dans un accident de vaisseau spatial une nuit alors qu'il était dans son vaisseau de surveillance orbital, la véritable raison était une guerre nucléaire. Mais une autre explication est donnée au cours de la série : tous les Melmaciens auraient allumé leur rasoir électrique, par pure coïncidence, en même temps, provoquant alors l'explosion de la planète. La planète a explosé le jour de l'anniversaire d'Alf, il raconte qu'il devait sortir avec l'amour de sa vie, mais qu'il reçut un message lui ordonnant de rejoindre son poste de combat pour faire face à l'imminence d'une catastrophe nucléaire. Melmac était située à 6 parsecs au-delà du superamas de l'Hydre-Centaure. Melmac était très semblable à la Terre mais possédait deux lunes, avait une forme bizarre et était faite de poussière. Melmac avait un ciel vert, de l'herbe bleue et tournait autour d'un soleil violet.

## Culture de Melmac
- Symboles : La devise de la planète était « Puis-je finir votre sandwich[3] ? ». L'hymne national de Melmac était « Danse jusqu'à ce que tu tombes » de Homer T. Swipe[5]. Les fleurs nationales étaient Roger, le navet[5].
- Croyances et coutumes :  Barry est le dieu des habitants de Melmac[4]. Pendant la saison les fêtes, les habitants se déguisaient en légumes et dansaient avec leur voisins[4],[5]. De même, l’habit de légumes était porté en période de deuil.
- Gastronomie : Les chats sont la nourriture favorite des habitants de Melmac. Les Melmaciens ont une prédilection pour les fruits de mer et s'en servent dans les activités sportives comme la « Bouillabaisseball ».
- Population : Les Melmaciens ont huit estomacs et peuvent vivre jusqu’à 650 ans. 90 % des habitants mesurent un peu moins de 90 centimètres, mais pèsent plus de 180 kilogrammes, à cause de leur ossature lourde et de leur très dense fourrure.
- Monnaie : un « wernick » correspond à dix dollars.
- Famille : la morale veut que les Melmaciens aient les enfants avant le mariage. Aussi, Alf est considéré comme illégitime, étant né après le mariage de ses parents ; cette découverte ne manque pas de lui provoquer un choc.
- Education : Le système d'éducation des habitants de la planète accueille les étudiants dans les universités pour une période normale de 63 ans[4].
- Technologie : La technologie de Melmac est très avancée ;  ils possèdent des voitures volantes, des cyborgs, et des voyages spatiaux supraluminiques.
- Sécurité : Le surveillant orbital a la responsabilité de protéger Melmac dans l'espace, sur terre, dans la mer et les airs. Sa devise est : « Protège les orbites, qu'ils le veuillent ou pas[3] ».

## Temps sur Melmac
Une année sur Melmac est composée de 364 jours, 386 si vous comptez les dimanches. Le nom des mois sur Melmac sont : Harble, Tarble, Gorruf, Kilmerl, Gagg, Orring, Barp, Twangle, Fanfan, Nathinganger, Anerva, et Fibble.

## Habitants de Melmac
Avant que les Melmaciens n'existent, d'énormes créatures erraient sur la planète; elles ressemblaient à un croisement entre un dinosaure et un vendeur en assurance. Les habitants de Melmac ont une longévité de 650 ans. Grâce à l'ajout d'une plante appelée « buisson de Carl » dans leur nourriture, les habitants de Melmac sont immunisés contre les maladies infectieuses. Après la destruction de la planète, Gordon Shumway, du coin bas oriental de la planète, pensait qu'il était le seul survivant de son espèce et de sa civilisation. Les quatre autres survivants connus sont Skip et Rhonda, qui invitèrent Shumway à venir avec eux pour coloniser une nouvelle planète. Ainsi que Rick et Stella qui se sont mariés et ont ouvert une boutique de bronzage sur Mercure.